# Katableps
Genre
Katableps est un genre d'araignées aranéomorphes de la famille des Lycosidae.

## Distribution
Les espèces de ce genre sont endémiques de Madagascar.

## Liste des espèces
Selon World Spider Catalog (version 22.5, 28/11/2021) :
- Katableps lilyarisoni Jocqué & Jocque, 2021
- Katableps masoala Jocqué, Russell-Smith & Alderweireldt, 2011
- Katableps perinet Jocqué, Russell-Smith & Alderweireldt, 2011
- Katableps pudicus Jocqué, Russell-Smith & Alderweireldt, 2011

## Publication originale
- Jocqué, Russell-Smith & Alderweireldt, 2011 : « Katableps, a new genus of lycosid spiders from the forests of Madagascar (Araneae: Lycosidae). » Bulletin of the British Arachnological Society, vol. 15, p. 181-187.